# 나고야시 교통국 7000형 전동차
나고야 시 교통국 7000형 전동차(일본어: 名古屋市交通局7000形電車)는 2003년부터 운행하고 있는 나고야 시 교통국 지하철 가미이다 선의 전동차이다.

## 편성
| 차호      | 1      | 2      | 3      | 4      |
| --------- | ------ | ------ | ------ | ------ |
| 명칭      | Tc1    | M2     | M1     | Tc2    |
| 번호      | 7100   | 7200   | 7300   | 7600   |
| 중량 (톤) | 29.7   | 37.0   | 34.8   | 29.8   |
| 편성 정원 | 128/39 | 135/46 | 135/46 | 128/39 |